# Fuchssches Greiskraut
Das Fuchssche Greiskraut (Senecio ovatus, auch Senecio fuchsii), auch Fuchs-Greiskraut, Fuchskreuzkraut oder Kahles Hain-Greiskraut, älter auch Heidnisch-Wundkraut genannt, ist eine Pflanzenart innerhalb der Familie der Korbblütler (Asteraceae). Sie ist in Europa weitverbreitet.

## Beschreibung

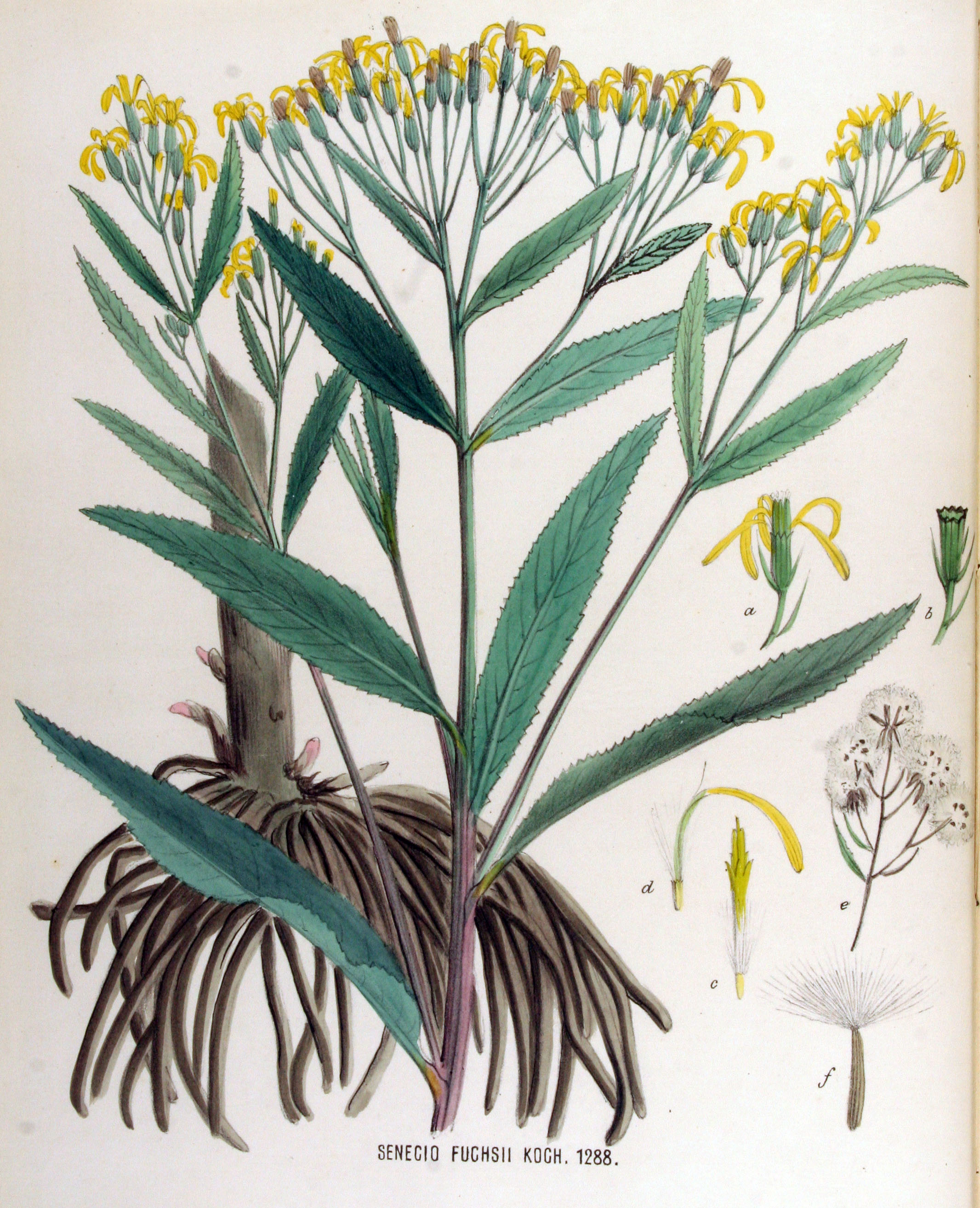
Illustration

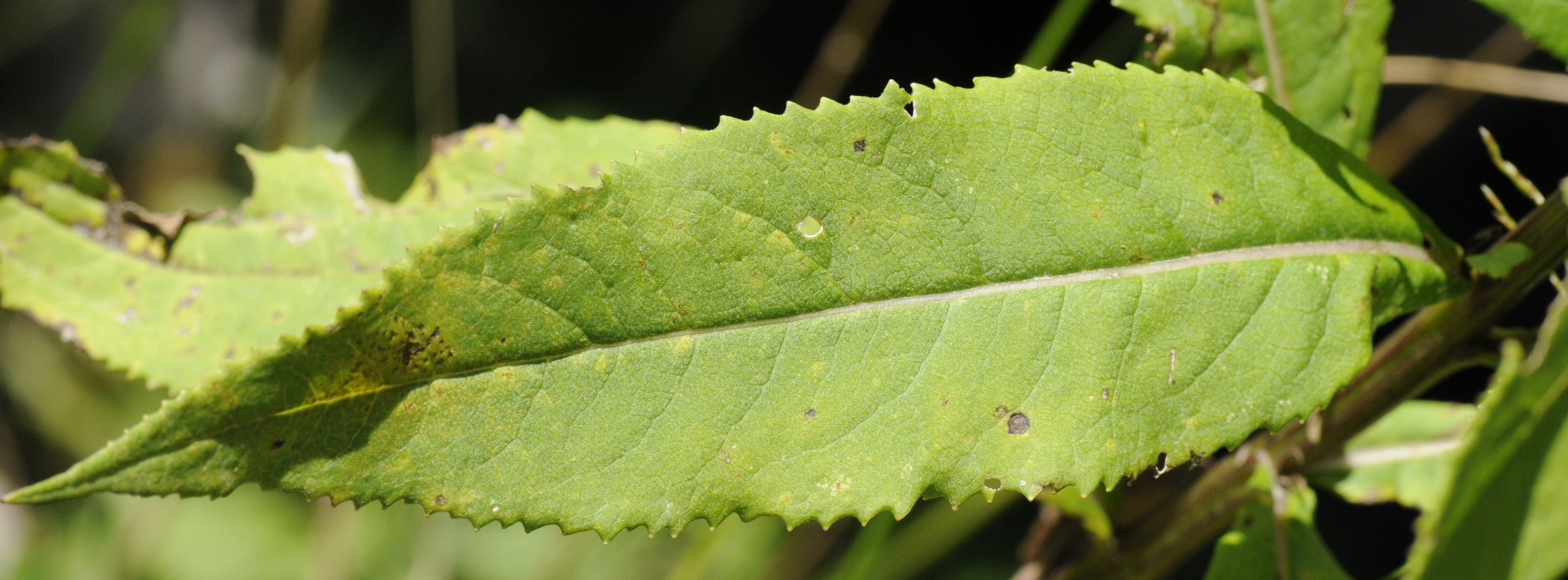
Detailaufnahme eines Laubblattes

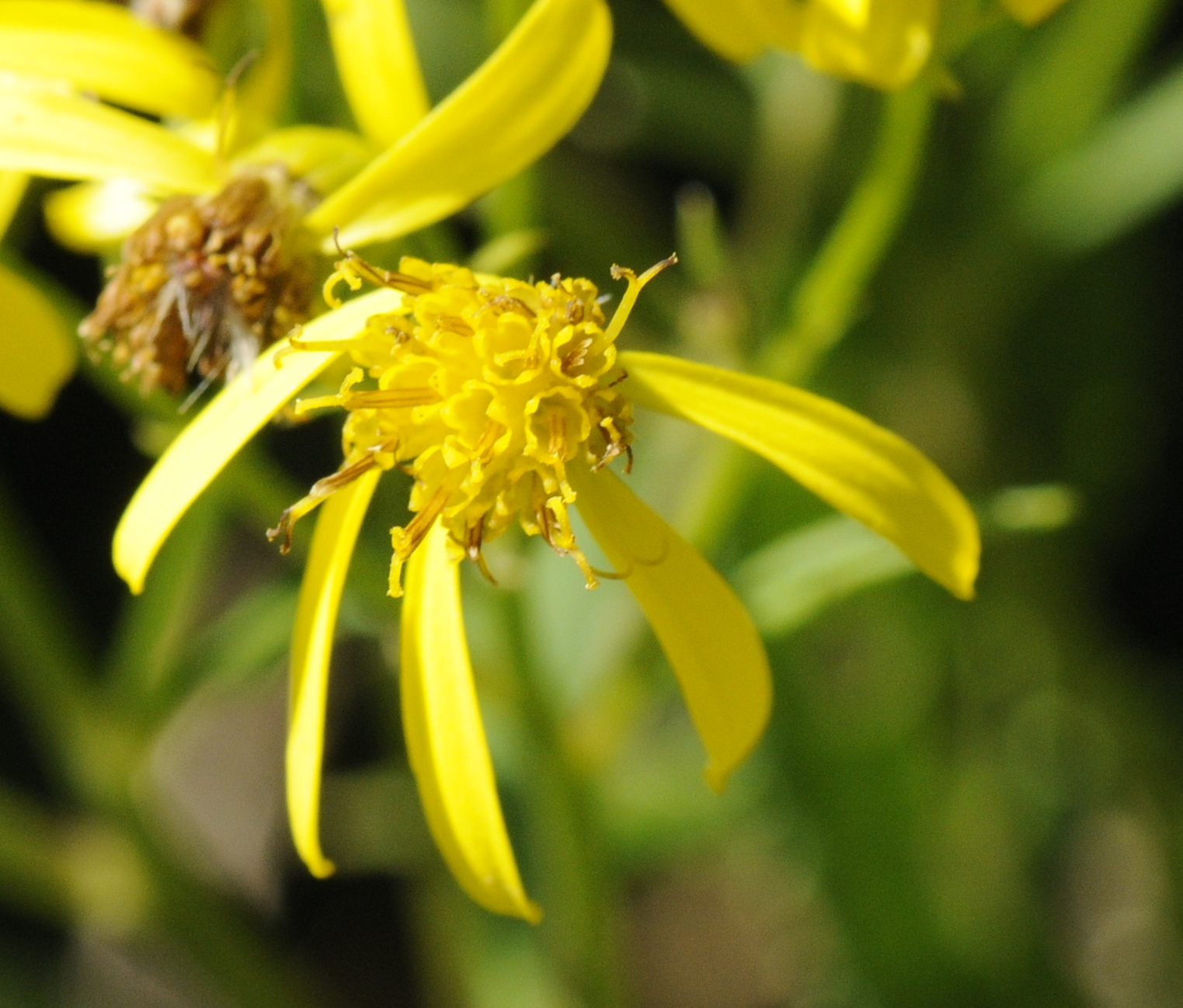
Detailaufnahme eines Blütenkörbchens

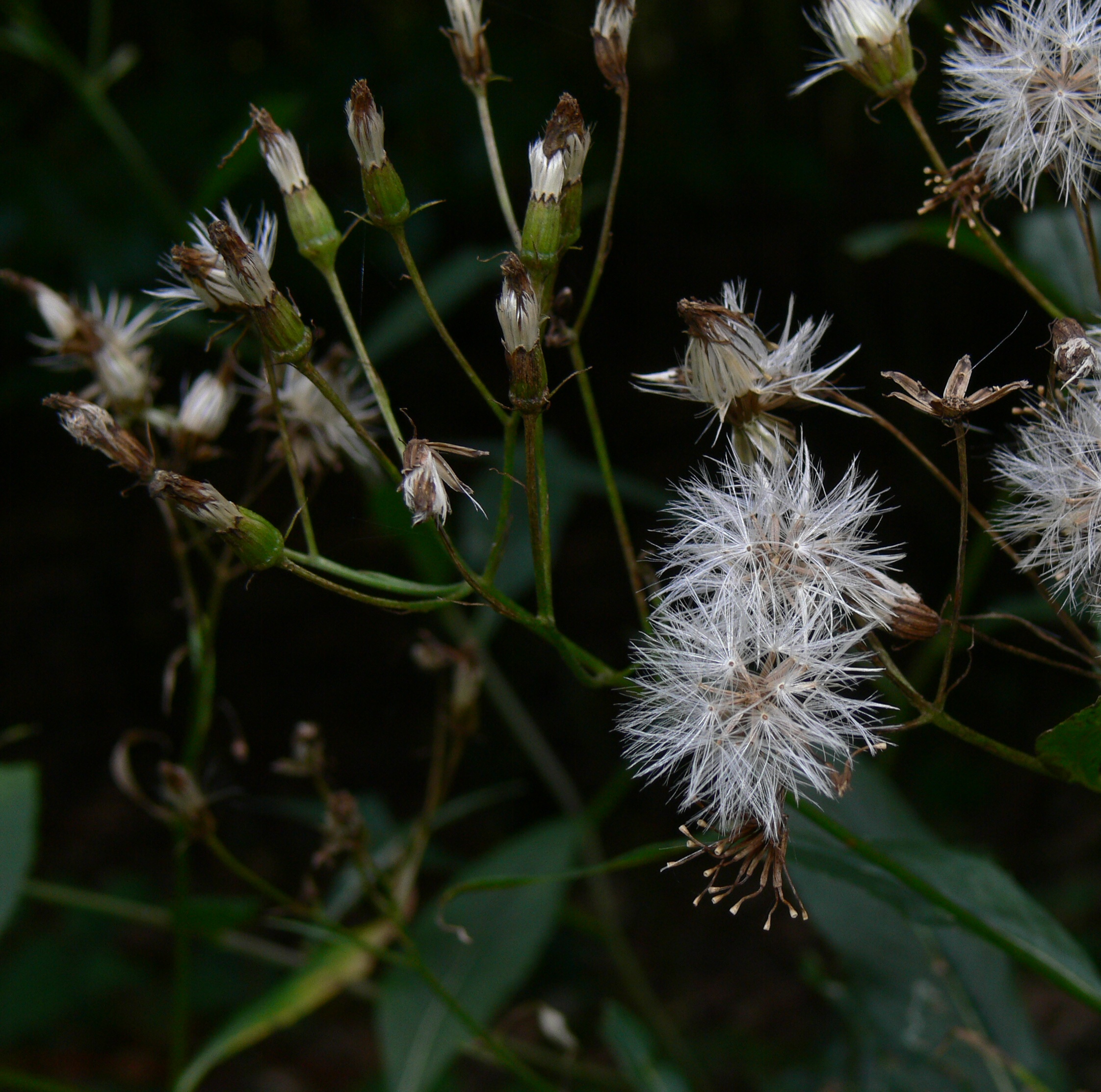
Fruchtstand mit Pappus

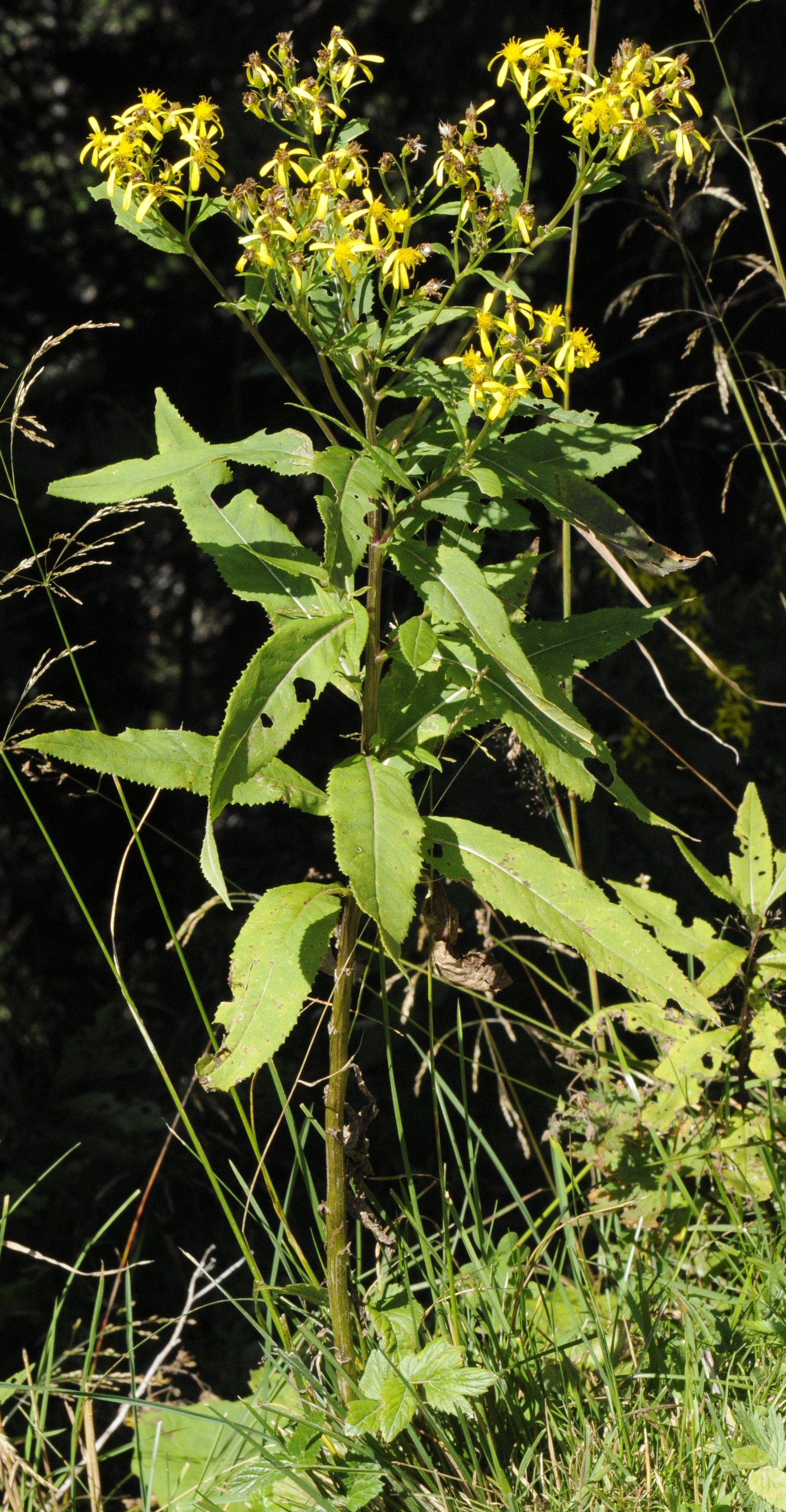
Habitus, Laubblätter und Blütenstand

### Vegetative Merkmale
Beim Fuchsschen Greiskraut handelt sich um eine ausdauernde krautige Pflanze, die meist Wuchshöhen von 60 bis 180 cm erreicht. Es werden unterirdische Ausläufer gebildet. Die Pflanzen sind normalerweise recht schlank und erst im Bereich ihres Blütenstandes aufrecht verzweigt. Der Stängel kann je nach Unterart grün oder rötlich verfärbt sein.
Die gestielten Laubblätter des Fuchsschen Greiskrauts sind ungeteilt, länglich lanzettlich und etwa fünfmal so lang wie breit; ihr Rand ist gezähnt. Bei den mittleren und oberen Blättern laufen die beiden Seiten des Blattgrundes oft als schmale Flügel den Blattstiel herab. Die Laubblätter sind auf beiden Seiten kahl oder fast kahl.

### Generative Merkmale
Die Blütezeit reicht je nach Unterart von Anfang Juli bis September (siehe unter Systematik). Die körbchenförmigen Blütenstände enthalten je nach Unterart meist drei oder fünf (bis zu acht) gelbe, weibliche Zungenblüten mit einer linealischen Zunge und je nach Unterart 3 bis 16 gelbe, zwittrige Röhrenblüten. Es sind je nach Unterart drei bis fünf Außenhüllblätter und acht bis neun Hüllblätter (Involucralblätter) vorhanden.
Die Achänen besitzen einen Pappus.
Die Chromosomenzahl beträgt 2n = 40.

## Ökologie
Das Fuchssche Greiskraut ist ein Hemikryptophyt und eine Schaftpflanze. Die Vegetative Vermehrung erfolgt durch kurze unterirdische Ausläufer.
Blütenökologisch handelt es sich um „Körbchenblumen“. Die Körbchen zeigen im Zentrum eine hohe UV-Reflexion und heben sich dadurch deutlich vom Hintergrund ab, damit erscheinen sie für die Bestäuber zweifarbig. Blütenbesucher sind verschiedene Insekten wie Fliegen, Käfer und Falter.
Die Gesamtheit der Pappusstrahlen eines Körbchens erinnert bei der Reife an ein Greisenhaupt, was für die Namensgebung der Pflanze entscheidend war. Die Pappusstrahlen  dienen bei der Ausbreitung der Achäne als Schirmchenflieger und Wasserhafter. Die Fruchtreife beginnt im September.
Das Fuchssche Greiskraut wird vom Rostpilz Puccinia senecionis mit Aecien und Telien befallen.

## Vorkommen
Das Fuchssche Greiskraut ist in den europäischen Mittelgebirgen, in den Alpen und auch im Flachland weitverbreitet. In Österreich sehr häufig in allen Bundesländern, in Deutschland nordwärts bis zur Mittelgebirgsschwelle. Die Verbreitung in der Schweiz ist ähnlich weitreichend wie in Österreich. In den Allgäuer Alpen steigt es am Hehlekopf in Vorarlberg bis zu einer Höhenlage von 2056 Metern auf.
Das Fuchssche Greiskraut findet man in nährstoffreichen, schattigen und feuchten Wäldern, besonders Mischwäldern. Es ist eine Charakterart des Senecionetum fuchsii aus dem Verband Sambuco-Salicion, kommt aber auch in Gesellschaften des Verbands Fagion oder der Ordnung Prunetalia vor. Auf Kahlschlagflächen in Wäldern und Forsten kommt es generativ und vegetativ nicht selten zu Massenentfaltungen dieser Pflanze, weshalb sie auch – ähnlich wie das Schmalblättrige Weidenröschen – als "Schlagraumpflanze" kategorisiert wird.

## Systematik
Die Erstveröffentlichung unter dem Namen (Basionym) Jacobaea ovata erfolgte 1801 durch Philipp Gottfried Gärtner, Bernhard Meyer und Johannes Scherbius in Oekonomisch-Technische Flora der Wetterau, Band 3, S. 212. Die Neukombination zu Senecio ovatus (P.Gaertner, Meyer & Scherb.) Willd. veröffentlichte Karl Ludwig Willdenow 1803 in Species Plantarum, 4. Auflage, Band 3 (3), S. 2004. Weitere Synonyme für Senecio ovatus (G.Gaertn., B.Mey. & Scherb.) Willd. sind: Senecio fuchsii C.C.Gmel., Senecio nemorensis subsp. fuchsii (C.C.Gmel.) Ces. Das Artepitheton ovatus bezieht sich auf die eiförmigen Laubblätter. Die Bezeichnung fuchsii ehrt einen der Väter der Botanik Leonhart Fuchs (1501–1566).
Von der Art Senecio ovatus gibt es etwa drei Unterarten:
- Gewöhnliches Fuchs-Greiskraut (Senecio ovatus (G.Gaertn., B.Mey. & Scherb.) Willd. subsp. ovatus): Die Nominatform bildet 5 bis 15 cm lange Ausläufer. Die grünen oder rötlichen Stängel sind kahl bis zerstreut behaart, aber nicht flaumig behaart. Die Blütenstandsschäfte sind 10 bis 25 mm lang. Es sind drei bis vier Außenhüllblätter und acht bis neun Hüllblätter vorhanden. Es sind 8 bis 14 Röhrenblüten und meist fünf (vier bis acht) Zungenblüten vorhanden. Die Blütezeit reicht von Ende Juli bis September.[4] Die Chromosomenzahl beträgt 2n = 40.[12]
- Alpen-Fuchs-Greiskraut (Senecio ovatus subsp. alpestris (Gaudin) Herborg, Syn.: Senecio alpestris Gaudin): Die Ausläufer sind 3 bis 10 cm lang. Der Stängel ist im unteren sowie mittleren Teil mindestens unterhalb der Blattachsel flaumig behaart. Die Blütenstandsschäfte sind dünner und 5 bis 15 mm lang. Es sind sieben bis acht Hüllblätter vorhanden. Es sind drei bis acht Röhrenblüten und meist nur drei (zwei bis vier) Zungenblüten vorhanden. Die Blütezeit reicht von Anfang Juli bis August.[3] Die Chromosomenzahl beträgt 2n = 40.[12]
- Senecio ovatus subsp. stabianus (Lacaita) Greuter, (Syn.: Senecio stabianus Lacaita, Senecio nemorensis subsp. stabianus (Lacaita) Pignatti): Sie kommt nur in Italien und vielleicht in Albanien vor.[11]

## Giftigkeit
Alle Arten der Gattung Senecio sind durch Pyrrolizidinalkaloide giftig, die zum großen Teil leberschädigend und krebsauslösend wirken. Für das Fuchssche Greiskraut wurde außerdem eine mutagene Wirkung nachgewiesen. Die Vergiftungssymptome treten meist sehr spät, das bedeutet nach Wochen oder Monaten auf. Vergiftungen können auch über Honig oder Kuhmilch erfolgen. Vergifteter Honig schmeckt bitter und hält gewöhnlich von weiterem Verzehr ab. Das Vieh meidet Senecio-Arten auf der Weide, jedoch nicht im Heu, wo das Gift erhalten bleibt. Hohe Greiskraut-Anteile können auch sehr starke Schäden beim Vieh hervorrufen. Sehr hohe Dosen führen auch zu sofortigen, zum Teil tödlichen Vergiftungen, besonders bei Kleinsäugern. Besonders gefährdet sind Pferde und Rinder.
Obwohl die Alkaloide gewöhnlich für Insekten sehr giftig sind, gibt es einige Insektenarten, die ihren gesamten Lebenszyklus auf Senecio-Arten verbringen. Hierzu zählen die Nachtfalter-Arten Jakobskraut- oder Blutbär (Tyria jacobaeae), Schönbär (Callimorpha dominula) und Brauner Bär (Arctia caja) aus der Familie der Bärenspinner (Arctiinae). Ihre Raupen nehmen die Giftstoffe ohne Schaden auf und speichern sie sogar. Sie haben dadurch einen bitteren Geschmack und sind so vor Fressfeinden geschützt.

## Volksheilkunde
Das Fuchssche Greiskraut, im Mittelalter auch als „Wundkraut“ benannt, wurde früher als Mittel bei zu starken Monatsblutungen oder bei Schleimhautblutungen verwendet. Da es aber wie alle anderen Greiskraut-Arten leberschädigende Pyrrolizidinalkaloide enthält und außerdem Verwechslungsgefahr mit ähnlichen Greiskraut-Arten besteht, wird von einer Verwendung heutzutage abgeraten.